# Llista de sobirans de l'Afganistan
La llista de sobirans de l'Afganistan no es pot iniciar abans de 1749; anteriorment el territori pertanyia a Nadir Shah de Pèrsia i més abans estava repartir entre l'Imperi Mogol a l'est, els safàvides, a l'oest amb Herat i sovint també amb Kandahar, i el kanat de Bukharà, a la part septentrional.
El 1709, Mir Ways Hotak i els caps tribals afganesos de Kandahar es van revoltar i es van fer independents dels safàvides. Mir Ways va fundar la dinastia Hotak o Ghilzai que va tenir capital a Kandahar. Però fou Nadir Shah de la dinastia afxàrida el que es va acabar imposant, assolint la regència de Pèrsia el 1732 i sent coronat com a xa el 1736. A la seva mort el 1747 el cap militar afganes Ahmad Shah Abdali va agafar el nom de Durrani i va fundar la dinastia afganesa. Ahmad Shah Durrani és considerat el "Pare de la Nació" i Mir Ways Hotak com "L'avi".

## DinastiaGhilzaioHotaki(1709-1738)

### Dinastia Hotaki(1709-1738)
| Nom                   | Imatge             | Inici de regnat | Final de regnat |
| --------------------- | ------------------ | --------------- | --------------- |
| Mir Ways Hotak Wali   |                    | Abril 1709      | Octubre 1715    |
| Abdul Aziz Hotak Wali | Sense imatge       | Octubre 1715    | 1717            |
| Mahmud Hotaki Shah    | Mahmud Hotak Shah  | 1717            | 1725            |
| Ashraf Khan Shah      | Ashraf Khan Shah   | 1725            | 1730            |
| Hussayn Hotak Shah    | Hussayn Hotak Shah | 1725            | 1738            |

## Afganistan(1747-1973)

### Dinastia Durrani(1747-1842)
| Nom                     | Imatge                  | Inici de regnat      | Final de regnat      |
| ----------------------- | ----------------------- | -------------------- | -------------------- |
| Ahmad Shah Durrani Shah | Ahmad Shah Durrani Shah | Juliol de 1747       | 16 d'octubre de 1772 |
| Timur Shah Shah         | Timur Shah Shah         | 16 d'octubre de 1772 | 18 de maig de 1793   |
| Zaman Shah Shah         | Zaman Shah Shah         | 18 de maig de 1793   | 25 de juliol de 1801 |
| Mahmud Shah Shah        | Sense imatge            | 25 de juliol de 1801 | 13 de juliol de 1803 |
| Shudja Shah Shah        | Shudja Shah Shah        | 13 de juliol de 1803 | 3 de maig de 1809    |
| Mahmud Shah Shah        | Sense imatge            | 3 de maig de 1809    | 1818                 |
| Ali Shah Shah           | Sense imatge            | 1818                 | 1819                 |
| Ayub Shah Shah          | Sense imatge            | 1819                 | 1823                 |
| Shudja Shah Shah        | Shudja Shah Shah        | 7 d'agost de 1839    | 5 d'abril de 1842    |

### Dinastia Barakzai(1826-1973)
| Nom                                        | Imatge                                     | Inici de regnat       | Final de regnat       |
| ------------------------------------------ | ------------------------------------------ | --------------------- | --------------------- |
| Dost Muhammad Amir                         | Dost Muhammad Amir                         | 1826                  | 2 d'agost de 1839     |
| Akbar Khan Amir                            | Akbar Khan Amir                            | Desembre de 1842      | 1845                  |
| Dost Muhammad Amir                         | Dost Muhammad Amir                         | 1845                  | 9 de juny de 1863     |
| Shir Ali o Sher Ali Khan Amir              | Shir Ali o Sher Ali Khan Amir              | 9 de juny de 1863     | Maig de 1866          |
| Muhammad Afdal (o Muhammad Afzal) Amir     | Muhammad Afdal (o Muhammad Afzal) Amir     | Maig de 1866          | 7 d'octubre de 1867   |
| Muhammad Azam Amir                         | Muhammad Azam Amir                         | 7 d'octubre de 1867   | 21 de febrer de 1868  |
| Shir Ali o Sher Ali Amir                   | Shir Ali o Sher Ali Khan Amir              | 7 d'octubre de 1868   | 21 de febrer de 1879  |
| Muhammad Yakub Khan Amir                   | Muhammad Yakub Khan Amir                   | 21 de febrer de 1879  | 12 d'octubre de 1879  |
| Abd al-Rahman Khan Amir                    | Abd al-Rahman Khan Amir                    | 31 de maig de 1880    | 1 d'octubre de 1901   |
| Habibullah Khan rei                        | Habibullah Khan rei                        | 1 d'octubre de 1901   | 20 de febrer de 1919  |
| Nasrullah Khan rei                         | Nasrullah Khan rei                         | 20 de febrer de 1919  | 28 de febrer de 1919  |
| Amanullah Khan rei                         | Amanullah Khan rei                         | 28 de febrer de 1919  | 14 de gener de 1929   |
| Inayatullah Khan rei                       | Inayatullah Khan rei                       | 14 de gener de 1929   | 17 de gener de 1929   |
| Habibullāh Kalakāni usurpador tadjik, King | Habibullāh Kalakāni usurpador tadjik, King | 17 de gener de 1929   | 13 d'octubre de 1929  |
| Muhammad Nadir Shah rei                    | Muhammad Nadir Shah rei                    | 13 d'octubre de 1929  | 8 de novembre de 1933 |
| Muhammed Zahir Shah King                   | Muhammed Zahir Shah King                   | 8 de novembre de 1933 | 17 de juliol de 1973  |